# Demokratisch-Modernistischer Pol

Logo des Demokratisch-Modernistischen Pols

Der Demokratisch-Modernistische Pol (arabisch القطب الديمقراطي الحداثي, DMG al-Quṭb ad-dīmuqrāṭī al-ḥadāṯī, französisch Pôle démocratique moderniste, Kürzel PDM, arabisch kurz القطب, al-Qutb ‚der Pol‘) war ein laizistisches und linkes politisches Bündnis in Tunesien. Es gründete sich im Mai 2011, nach der tunesischen Revolution und vor der Wahl zur Verfassunggebenden Versammlung.
Das Bündnis bestand aus fünf Bürgerinitiativen und vier politischen Parteien, deren größte die Ettajdid-Bewegung ist. Versuche des Demokratisch-Modernistischen Pols, vor den Wahlen eine Koalition mit weiteren Parteien zu gründen, schlugen fehl. Riadh Ben Fadl und Mustapha Ben Ahmed waren die Gründer der Gruppe, geführt wurde sie von Ahmed Brahim, dem Generalsekretär von Ettajdid. Am 7. September kündigte der PDM seine Kandidatenlisten für Sitze in der Verfassunggebenden Versammlung in allen 33 Wahlkreisen im In- und im Ausland an. Unter den Spitzenkandidaten waren 16 Frauen und 17 Männer. Umfragen vor der Wahl sagten dem Block bis zu 20 % der Stimmen voraus.
Tatsächlich erhielt der PDM entgegen allen Erwartungen nur 2,8 % der abgegebenen Stimmen und 5 der 217 Sitze in der Verfassunggebenden Versammlung. Nach der Wahl schlossen sich die Abgeordneten des PDM mit anderen säkularen Parteien (PDP, Afek Tounes) und Parteilosen, die in Opposition zur Drei-Parteien-Regierung („Troika“) standen, zu einer parlamentarischen Gruppe (Allianz) zusammen. Die Bestimmungen des vorläufigen Verfassungsgesetzes („Mini-Verfassung“) vom 10. Dezember und die darauffolgende Wahl Moncef Marzoukis zum Interims-Staatspräsidenten mit den Stimmen von Ennahda, Ettakatol und seiner Kongresspartei (CPR) lehnten sie ab.
Im April 2012 verschmolz die kleine Republikanische Partei mit der PDP und Afek Tounes zur neuen, größeren Republikanischen Partei und schied damit aus dem PDM aus. Kurz darauf fusionierten Ettajdid-Bewegung, Tunesische Arbeitspartei und parteilose Mitglieder des PDM zum Sozial-Demokratischen Weg. Dadurch löste sich das Bündnis faktisch auf.

## Zusammensetzung des Blocks
Vier Parteien:
- Ettajdid-Bewegung – le mouvement Ettajdid
- Sozialistische Linkspartei – le Parti socialiste de gauche
- Weg der Mitte – la Voie du Centre
- Republikanische Partei – le Parti républicain

Fünf unabhängige Initiativen:
- Nationales Kollektiv der Unabhängigen des Pols – Collectif national des indépendant(e)s du pôle
- Bürgerliche Initiative – Initiative citoyenne
- Liga der Unabhängigen des Pols –  Ligue des indépendants du pôle
- Genug der Spalterei, schreiten wir vorwärts! – Assez de divisions, allons de l'avant
- Aufruf für einen demokratischen, sozialen und kultivierten Pol – Appel pour un pôle démocratique, social et culturel